# Vicente Amorim
Vicente Amorim (* 1966 in Wien, Österreich) ist ein mehrfach preisgekrönter brasilianischer Filmregisseur, Drehbuchautor und Filmproduzent, der durch Kinofilme wie Good, Motorrad – The Last Ride, City of Abduction – Die Entführung der Camila Couto oder Yakuza Princess international bekannt wurde.

## Leben und Karriere
Der 1966 in Wien geborene Vicente Amorim ist der Sohn des brasilianischen Diplomaten und Politikers Celso Amorim, der zu dieser Zeit an der Diplomatischen Akademie in Wien sein Studium absolvierte. Noch jung an Jahren kam Vicente nach Rio de Janeiro, wo er später an der Bundesuniversität Fluminense Wirtschaftswissenschaften und das Fach Film studierte. Anfang der 1990er Jahre begann er seine Karriere zuerst als Regisseur, Drehbuchautor und Produzent von Kurz- und Dokumentarfilmen, nachdem er als Assistent bei Filmen von Regisseuren wie Paul Mazursky und Héctor Babenco gearbeitet hatte. 
Im Jahre 2003 realisierte er dann seinen ersten eigenen Spielfilm, ein romantisches Drama für das Kino unter dem Titel O Caminho das Nuvens mit Wagner Moura in der Hauptrolle. 2008 inszenierte er dann die internationale Filmproduktion Good, ein Kriegsdrama mit Viggo Mortensen, Jason Isaacs und Jodie Whittaker. Es folgten auf der Leinwand 2011 der Historienthriller Corações Sujos mit Tsuyoshi Ihara, 2014 das Fantasy-Drama Rio, Eu Te Amo mit Basil Hoffman und Emily Mortimer, noch im gleichen Jahr das Filmdrama Irmã Dulce mit Regina Braga, 2017 der Horrorthriller Motorrad mit Guilherme Prates oder 2020 der Actionthriller City of Abduction – Die Entführung der Camila Couto. 2021 drehte Amorim den Thriller Yakuza Princess mit Masumi und Jonathan Rhys Meyers in den Hauptrollen.
Der international aufgewachsene Vicente Amorim spricht fließend Englisch, Portugiesisch, Französisch und Spanisch. Auf internationalen Filmfestivals hat er für seine Filme zahlreiche Nominierungen und Auszeichnungen erhalten.

## Filmografie (Auswahl)

### Als Filmregisseur
- 1990: Vaidade (Kurzfilm)
- 2000: 2000 Nordestes (Dokumentarfilm)
- 2003: O Caminho das Nuvens
- 2008: Good
- 2011: Corações Sujos
- 2014: Rio, Eu Te Amo
- 2014: Irmã Dulce
- 2017: Motorrad – The Last Ride (Motorrad)
- 2020: City of Abduction – Die Entführung der Camila Couto (A Divisão)
- 2020: Anti-Kidnapping Unit (Fernsehserie, 5 Episoden)
- 2021: Yakuza Princess
- 2022: Santo (Fernsehserie, 6 Episoden)
- 2022: Duetto

### Als Drehbuchautor
- 2017: Motorrad – The Last Ride (Motorrad)
- 2020: City of Abduction – Die Entführung der Camila Couto (A Divisão)

### Als Filmproduzent
- 2011: Corações Sujos

## Auszeichnungen (Auswahl)
- 1990: Ehrung mit dem Golden Kikito beim Filmfestival von Gramado für den Kurzfilm Vaidade zusammen mit David França Mendes
- 2001: Ehrung mit dem Crystal Lens beim Miami Brazilian Film Festival in der Kategorie Best Documentary  für den Dokumentarfilm 2000 Nordestes zusammen mit David França Mendes
- 2004: Nominierung für den Golden India Catalina in der Kategorie Best Film (Mejor Película) beim Cartagena Film Festival für den Spielfilm O Caminho das Nuvens.